# Andreas Schwarting
Andreas Schwarting (* 1966) ist ein deutscher Bauforscher.

## Lebenslauf
Von 1987 bis 1996 studierte er Architektur an der Universität Karlsruhe und schloss mit dem Diplom ab. 
1995 bis 2004 war er Mitarbeiter der Pergamon-Grabung und hier mit Martin Bachmann für den Schutzbau über den römischen Mosaiken des »Bau Z« zuständig. 1996 bis 1998 war er wissenschaftlicher Mitarbeiter am Südwestdeutschen Archiv für Architektur und Ingenieurbau am Lehrstuhl für Baugeschichte der Universität Karlsruhe. 1998 bis 2001 war er wissenschaftlicher Mitarbeiter bei der Stiftung Bauhaus Dessau und bearbeitete das Projekt Bauforschung Bauhausbauten Dessau. 2002 bis 2008 war er wissenschaftlicher Mitarbeiter am Lehrstuhl für Baugeschichte der TU Dresden und forschte im Rahmen des SFB 537 »Institutionalität und Geschichtlichkeit« zur Historiografie der Architektur der Moderne. 2008 wurde er an der TU Dresden zum Dr.-Ing. promoviert. 2009 bis 2011 war er wissenschaftlicher Mitarbeiter im Sonderforschungsbereich 804 »Transzendenz und Gemeinsinn« der TU Dresden mit dem Projekt »Das Planbare und das Unverfügbare. Modelle von Transzendenz und Gemeinsinn in der Architektur des 20. Jahrhunderts«. 
2010/11 vertrat er den Lehrstuhl für Baugeschichte an der Brandenburgischen Technischen Universität Cottbus. 2011 wurde er als Professor für Baugeschichte und Architekturtheorie an der Hochschule Konstanz berufen.

## Veröffentlichungen (Auswahl)
- mit Martin Bachmann: Pergamon Bau Z, building Z. Schutzbau über römischen Mosaiken. Thelem, Dresden 2005, ISBN 3-937672-06-0.
- Die Siedlung Dessau-Törten. Thelem, Dresden 2010, ISBN 978-3-939888-55-0.